# The Imitation Game
The Imitation Game is een Amerikaanse film uit 2014 onder regie van Morten Tyldum. De film ging in première op 29 augustus op het Telluride Film Festival. De film is gebaseerd op ware gebeurtenissen, zoals beschreven in de biografie Alan Turing: The Enigma van Andrew Hodges.

## Verhaal
De Britse wiskundige Alan Turing (Cumberbatch) werkt in de Tweede Wereldoorlog voor de Britse crypto-analytische dienst, Government Code and Cipher School, in Bletchley Park, die als doel heeft onderschepte gecodeerde berichten van de Duitsers te ontcijferen. Dit is een Duits coderingssysteem, waarbij het Enigma-apparaat zowel voor coderen als decoderen wordt gebruikt. Steeds om middernacht wijzigen de Duitsers de instellingen. Deze achterhalen heeft daarom alleen zin op de dag zelf. Dit lukt het team steeds niet op tijd, met puzzelen met pen op papier. Daarop komt Turing op het idee hiervoor een machine te bouwen, de bombe, en hij is hier ook eigenhandig lang mee bezig. Eerst gaat het met de machine ook niet snel genoeg, en superieuren worden ongeduldig en willen Turing ontslaan, maar door handig gebruik te maken van de systematiek in de berichten, met veel voorkomende termen, zoals "Hitler", lukt het uiteindelijk wel. 
De zo verkregen kennis over Duitse operaties (Ultra genoemd, van ultra-geheim) moet echter behoedzaam worden benut, om te voorkomen dat de Duitsers erachter komen dat de berichten gedecodeerd kunnen worden door de geallieerden. Dan zouden ze namelijk het coderingssysteem veranderen. De jonge medewerker Peter smeekt om een uitzondering te maken bij een bekendgeworden op handen zijnde aanval op een schip waar zijn broer tot de opvarenden behoort, maar Turing is onverbiddelijk.
Het hele project en dus ook Turings formidabele prestaties moeten ook na de oorlog geheim blijven, dus krijgt hij niet de roem en erkenning die hij verdient.
Turing wordt in 1952 veroordeeld voor homoseksuele handelingen (die dan nog strafbaar zijn in Engeland). Hij moet kiezen tussen gevangenisstraf en chemische castratie, en kiest het laatste. Hij pleegt een jaar later, op 41-jarige leeftijd, zelfmoord.
In flashbacks wordt ook zijn vriendschap in zijn tienerjaren met een andere jongen, Christopher, getoond. Het is een grote klap voor Turing als de jongen overlijdt; hij was ernstig ziek, maar Turing wist dat niet, dus voor hem kwam het overlijden heel onverwacht. Naar hem noemt Turing later zijn bombe Christopher.

## Rolverdeling
- Benedict Cumberbatch als Alan Turing
- Keira Knightley als Joan Clarke
- Matthew Goode als Hugh Alexander
- Rory Kinnear als Robert Nock
- Allen Leech als John Cairncross
- Matthew Beard als Peter Hilton
- Charles Dance als commandant Denniston
- Mark Strong als Stewart Menzies
- James Northcote als Jack Good
- Tom Goodman-Hill als sergeant Staehl
- Steven Waddington als opzichter Smith
- Ilan Goodman als Keith Furman
- Jack Tarlton als Charles Richards
- Alex Lawther als jonge Alan Turing
- Jack Bannon als Christopher Morcom
- Tuppence Middleton als Helen Stewart

## Prijzen en nominaties
- People's Choice Award op het Internationaal filmfestival van Toronto 2014.[2]
- British Academy Film Awards 2015: 9 nominaties
- Golden Globe Awards 2015: 5 nominaties
- Academy Awards (Oscars) 2015: 1 Oscar (Beste bewerkte script) en 7 nominaties